# جان کانی
جان کانی (انگلیسی: John Kani؛ زادهٔ ۳۰ اوت ۱۹۴۳) یک پدیدآور، بازیگر سینما، و نویسنده اهل آفریقای جنوبی است.
از فیلم‌ها یا برنامه‌های تلویزیونی که وی در آن نقش داشته‌است می‌توان به شبح و ظلمت، کوریولانوس، راه حل نهایی، کاپیتان آمریکا: جنگ داخلی، پلنگ سیاه اشاره کرد.